# Lars Findsen
Lars Johan Findsen (født 17. september 1964) er en dansk jurist og embedsmand, og tidligere chef for Politiets Efterretningstjeneste og for Forsvarets Efterretningstjeneste. 

## Uddannelse og karriere
Findsen har studentereksamen fra Sønderborg og er uddannet cand.jur. fra Københavns Universitet i 1990. 
Han arbejdede som fuldmægtig i Justitsministeriet frem til 1993, var ministersekretær fra 1995 til 1998 og 2001-2002 kontorchef samme sted.[kilde mangler]
Som ministersekretær rådgav han for eksempel justitsminister Frank Jensen under interviewet til bogen "Grænseløs nu - få så det interview gjort færdigt".
Politikeren Elisabeth Arnold havde i slutningen af 1990'erne været kollega med Findsen i justitsministeriet.
Til en portrætartikel i Berlingske udtalte hun:
"Jeg husker ham som en hjælpsom medarbejder, som man kunne spørge om mange ting, og hvor man altid fik et ordenligt svar. Han er en utrolig flink fyr og meget retlinet."
Blandt hans arbejde i denne tid var ledelse af en delegation sendt af Politiets Efterretningstjeneste (PET) til Berlin i november 1999 i forbindelse med Lenz-sagen, hvor Morten Jung-Olsen senere blev anholdt.
Fra 2002 til 2007 var Findsen chef for PET.
Under sin tid i PET ændrede han institutionen til at være mere åben og informativ. 
PET fik hjemmeside og årsberetning og Findsen gav flere interviews til medierne.
I embedet blev han efterfulgt af Jakob Scharf.
Fra 2007 til 2015 var han departementschef i Forsvarsministeriet. I perioden 1991-2002 var Findsen ekstern lektor i forvaltningsret ved Københavns Universitet.
Findsen var chef for Forsvarets Efterretningstjeneste fra 2015 til 2020. 
2008 blev han Ridder af 1. grad af Dannebrog.

## Lækagesag
Den 21. august 2020 blev Findsen sammen med to andre ledende medarbejdere fritaget for tjeneste og hjemsendt med øjeblikkeligt varsel, i forbindelse med at Tilsynet med Efterretningstjenesterne mente, at efterretningstjenesten havde tilbageholdt oplysninger for dem. Den 13. december 2021 konkluderede en undersøgelseskommission imidlertid at sagen ikke gav anledning til kritik af FE eller dens medarbejdere.
I januar 2022 kom det frem, at Findsen var blevet varetægtsfængslet den 8. december, fem dage inden undersøgelseskommissionen frikendte ham og hans to kolleger for kritikken fra Tilsynet med Efterretningstjenesterne. Hans fængsling skete pga. en sigtelse for overtrædelse af straffelovens paragraf 109 om videregivelse af statshemmeligheder. I sagen blev fire nuværende og tidligere medarbejdere i Politiets Efterretningstjeneste (PET) og Forsvarets Efterretningstjeneste (FE) anholdt og sigtet for lækage af højt klassificerede oplysninger. I august 2022 var sigtelserne mod to af de tre andre sigtede blevet frafaldet. I februar 2022 blev Findsen løsladt og var i juni 2022 stadig sigtet af PET og suspenderet fra sit job.
I oktober 2022 udgav Findsen i samarbejde med journalisten Mette Mayli Albæk bogen Spionchefen. Erindringer fra celle 18, hvor han gav sit syn på sagen mod ham og hændelserne der gik forud for den. Samme måned var sigtelserne mod Findsen konkretiseret til at han skulle have røbet statshemmeligheder til fem personer bl.a. den tidligere rigspolitichef Torsten Hesselbjerg, som dog benægtede at have modtaget statshemmeligheder.
Danske dagblade sammenkædede i 2022 sigtelserne mod Lars Findsen efter straffelovens paragraf 109 med en sigtelse efter samme paragraf mod tidligere forsvarsminister og tidligere formand for Udvalget vedrørende Efterretningstjenesterne Claus Hjort Frederiksen. Straffelovens paragraf 109 fandt sidste gang anvendelse i 1980.
Den 27. oktober 2023 afviste Højesteret anklagemyndighedens krav om at anklagerne mod Findsen ikke måtte offentliggøres. Den 1. November 2023 frafaldt anklagemyndigheden deres anklager mod Findsen og Claus Hjort Frederiksen. De blev dermed ikke frifundet, men retssagen blev umuliggjort af afgørelsen fra Højesteret.